# World Professional Basketball Tournament
Il World Professional Basketball Tournament è stato un torneo cestistico organizzato dal 1939 al 1948 tra squadre professionistiche. Venne ideato da Arch Ward, giornalista del Chicago Tribune, e sponsorizzato dal quotidiano Chicago's American. Al torneo partecipavano le più forti squadre del mondo dell'epoca, e la vincitrice veniva riconosciuta come campione mondiale.

## Albo d'oro
|  | Membro del Naismith Memorial Basketball Hall of Fame |

| Edizione | Vincitore              | Risultato | Secondo           | MVP                 |
| -------- | ---------------------- | --------- | ----------------- | ------------------- |
| 1939     | New York Rens          | 34-25     | Oshkosh All-Stars | Puggy Bell          |
| 1940     | Harlem Globetrotters   | 31-29     | Chicago Bruins    | Sonny Boswell       |
| 1941     | Detroit Eagles         | 39-37     | Oshkosh All-Stars | Buddy Jeannette     |
| 1942     | Oshkosh All-Stars      | 43-41     | Detroit Eagles    | Eddie Riska         |
| 1943     | Washington Bears       | 43-31     | Oshkosh All-Stars | Curly Armstrong     |
| 1944     | Fort Wayne Pistons     | 50-33     | Brooklyn Eagles   | Bobby McDermott     |
| 1945     | Fort Wayne Pistons (2) | 78-52     | Dayton Acmes      | Buddy Jeannette (2) |
| 1946     | Fort Wayne Pistons (3) | 73-57     | Oshkosh All-Stars | George Mikan        |
| 1947     | Indianapolis Kautskys  | 62-47     | Toledo Jeeps      | Julie Rivlin        |
| 1948     | Minneapolis Lakers     | 75-71     | New York Rens     | George Mikan (2)    |